# Dicamptodon aterrimus
Dicamptodon aterrimus is een salamander uit de familie molsalamanders (Ambystomatidae). De soort werd voor het eerst wetenschappelijk beschreven door Edward Drinker Cope in 1867. Oorspronkelijk werd de wetenschappelijke naam Amblystoma aterrimum gebruikt.

## Uiterlijke kenmerken
Dicamptodon aterrimus kan meer dan 30 centimeter lang worden en lijkt enigszins op de tijgersalamander (Ambystoma tigrinum). Deze laatste soort wordt meestal iets groter, heeft een langgerekter lichaam en een ruwere huid. Ook de larven lijken op elkaar, maar die van de Idaho reuzensalamander hebben kortere uitwendige kieuwen waaraan ze te onderscheiden zijn. De basiskleur is zeer donkerbruin tot zwart, met meestal kleine lichtere grillige vlekken die ze een gemarmerd uiterlijk geven. Het lijf is erg gedrongen en plomp; dikke poten en een ronde kop, de staart is sterk zijwaarts afgeplat.

## Verspreiding en habitat
Deze soort komt voor in Noord-Amerika en leeft endemisch in de Verenigde Staten. De salamander komt voor in de staten Idaho en Montana. De habitat bestaat uit bergachtige streken zoals conifeerbossen, vochtige bergwouden en langs stroompjes en bronnen. Stenige omgevingen hebben de voorkeur zodat de salamander tussen en onder de stenen kan schuilen.

## Levenswijze
Dicamptodon aterrimus eet kleine ongewervelden zoals insecten, maar ook kleine zoogdieren en zelfs jonge slangen worden gegeten.
De salamander kan stevig bijten en de beet van deze soort kan de huid verwonden en zo infecties veroorzaken. De salamander heeft de afwijkende gewoonte om in planten te klimmen tot enkele meters boven de grond, iets wat de meeste molsalamanders niet doen.